# Петриківський розпис (срібна монета)
«Петрикі́вський ро́зпис» — срібна пам'ятна монета номіналом 10 гривень, випущена Національним банком України, присвячена декоративно-орнаментальному мистецтву, назва якого походить від селища Петриківка (Дніпропетровщина). Це самобутнє мистецтво має давні традиції та передається від покоління до покоління. Петриківський розпис у 2013 році включено до Репрезентативного списку нематеріальної культурної спадщини людства ЮНЕСКО.
Монету введено в обіг 20 травня 2016 року. Вона належить до серії «Українська спадщина».

## Опис монети та характеристики
| Номінал грн. | Метал            | Маса, г      | Діаметр, мм | Якість виготовлення | Гурт                           | Тираж, штук |
| ------------ | ---------------- | ------------ | ----------- | ------------------- | ------------------------------ | ----------- |
| 10           | срібло 925 проби | 31,1 / 33,62 | 38,6        | пруф                | гладкий із заглибленим написом | 5 000       |

### Аверс
На аверсі монети розміщено: ліворуч — малий Державний Герб України, під яким напис «УКРАЇНА» та рік карбування монети «2016», праворуч номінал — «10 ГРИВЕНЬ», стилізовану композицію: на дзеркальному тлі — кольоровий фрагмент петриківського розпису (використано тамподрук)

### Реверс
На реверсі монети на дзеркальному тлі зображено стилізовану композицію: художниця в обрамленні петриківського розпису, ліворуч півколом напис «ПЕТРИКІВСЬКИЙ РОЗПИС».

## Автори

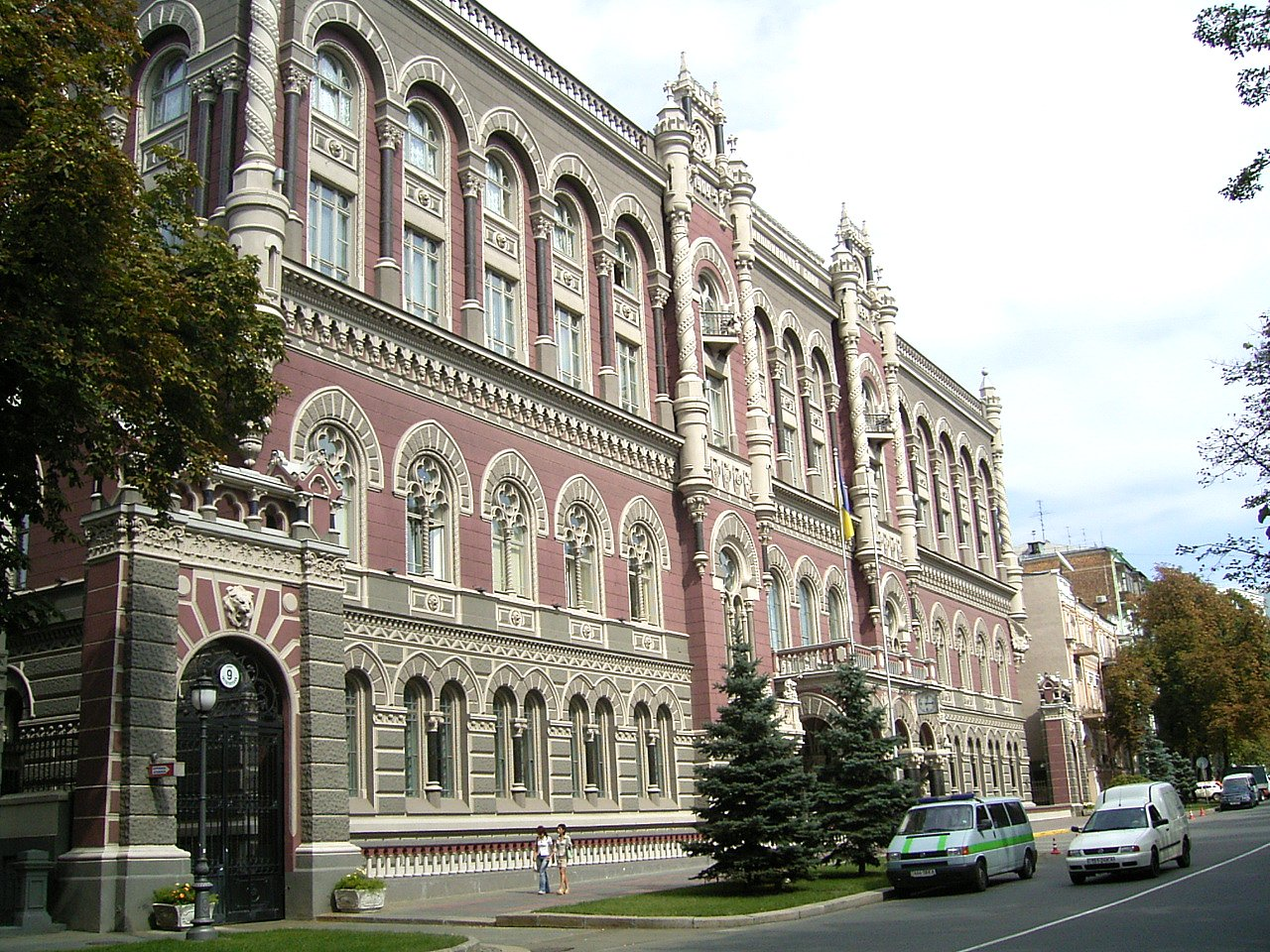
Будівля Національного банку України

- Художник — Фандікова Наталія.
- Скульптори: Атаманчук Володимир, Дем'яненко Володимир.

## Вартість монети
Під час введення монети в обіг у 2016 році, Національний банк України реалізовував монету через свої філії за ціною 1095 гривень.
Фактична приблизна вартість монети з роками змінювалася так:
| Рік        | 2017  | 2018  | 2019  | 2020  | 2021  | 2022  | 2023  | 2024  | 2025  |
| ---------- | ----- | ----- | ----- | ----- | ----- | ----- | ----- | ----- | ----- |
| Ціна, грн. | 1 000 | 1 000 | 1 100 | 1 100 | 1 500 | 2 400 | 2 900 | 6 500 | 6 100 |